# Marc Gisin
Marc Gisin (* 25. Juni 1988 in Visp) ist ein ehemaliger Schweizer Skirennfahrer. Er gehörte seit der Saison 2010/11 dem A-Kader von Swiss-Ski an. Seine ältere Schwester Dominique und seine jüngere Schwester Michelle waren beziehungsweise sind ebenfalls Skirennfahrerinnen.

## Biografie
Gisin hat ebenso wie seine Schwester Dominique die Sportmittelschule in Engelberg besucht. Er wohnt in Engelberg.
Er bestritt im Dezember 2003 seine ersten FIS-Rennen. Es dauerte relativ lange, bis er sich im Vorderfeld klassieren konnte. Erst nach einem Jahr kam er erstmals unter die besten 30, und der erste Top-10-Platz gelang ihm erst im März 2006. Nach seiner Aufnahme in das Kader des Schweizer Skiverbandes fuhr Gisin im Dezember 2006 sein erstes Europacuprennen, und im März 2007 nahm er in Zauchensee an den Juniorenweltmeisterschaften teil, wo er Platzierungen um Rang 30 erreichte. In der Saison 2007/08 bestritt Gisin bereits zahlreiche Europacuprennen, kam dabei aber noch nicht unter die besten 30 und gewann damit auch noch keine Punkte. Bei den Juniorenweltmeisterschaften 2008 im spanischen Formigal war der zehnte Platz in der Abfahrt sein bestes Ergebnis.
In der Europacupsaison 2008/09 verbesserten sich Gisins Resultate deutlich. Er fuhr bereits im ersten Super-G auf den sechsten Platz und feierte nach zwei weiteren Top-10-Ergebnissen am Saisonende in der Abfahrt von Crans-Montana seinen ersten Sieg. Am 16. Januar 2009 bestritt Gisin in Wengen sein erstes Weltcuprennen. In dieser Super-Kombination belegte er Platz 33. Im Januar 2010 gewann Gisin in Les Orres eine weitere Europacup-Abfahrt, und mit insgesamt acht Top-10-Platzierungen erreichte er in der Saison 2009/10 den dritten Rang in der Gesamtwertung sowie Platz vier im Abfahrtsklassement.
Seine ersten Weltcuppunkte holte Gisin am 27. November 2010 mit dem 20. Platz in der Abfahrt von Lake Louise. Insgesamt fuhr er in der Saison 2010/11 in sieben Weltcuprennen unter die schnellsten 20. Ende Februar musste er jedoch die Saison 2011/12 vorzeitig beenden, nachdem er bei einem Sturz im Super-G von Crans-Montana einen Kreuzbandriss im linken Knie sowie Knochenstauchungen erlitten hatte. Beim Super-G in Kitzbühel am 23. Januar 2015 stürzte Marc Gisin bei der Hausbergkante schwer und musste mit einem Helikopter ins Krankenhaus geflogen werden. Aufgrund eines dabei erlittenen Schädel-Hirn-Traumas musste er die Saison vorzeitig beenden. Seine besten Weltcup-Ergebnisse sind zwei fünfte Plätze, die er 2016 und 2018 jeweils bei der Hahnenkammabfahrt auf der Streif in Kitzbühel erzielte.
Bei der Weltcup-Abfahrt auf der Saslong in Gröden am 15. Dezember 2018 stürzte Gisin und prallte heftig auf die Piste. Er war eine Zeitlang bewusstlos und musste zur ärztlichen Versorgung ins Spital geflogen werden. Er brach sich mehrere Rippen, anfänglich befürchtete Schädel- oder Rückenverletzungen zog er sich jedoch nicht zu. Nur einen Tag vor dem Sturz war ein von Gisin geschriebener Artikel in der Neuen Zürcher Zeitung erschienen, der sich mit seinem Sturz von 2015 und dem Risiko im alpinen Skisport befasst.
Am 30. November 2020 gab Gisin seinen Rücktritt vom Spitzensport bekannt. Seit dem Wintersemester 2020/21 studiert er Wirtschaftspsychologie an der Hochschule Luzern. Mit Beginn der Saison 2023/24 ist Gisin Rennsportleiter der Skifirma Stöckli.

## Erfolge

### Olympische Spiele
- Pyeongchang 2018: 21. Abfahrt

### Weltcup
- 3 Platzierungen unter den besten zehn

### Weltcupwertungen
| Saison  | Gesamt | Gesamt | Abfahrt | Abfahrt | Super-G | Super-G | Kombination | Kombination |
| Saison  | Platz  | Punkte | Platz   | Punkte  | Platz   | Punkte  | Platz       | Punkte      |
| ------- | ------ | ------ | ------- | ------- | ------- | ------- | ----------- | ----------- |
| 2010/11 | 79.    | 90     | 29.     | 67      | 56.     | 3       | 32.         | 20          |
| 2011/12 | 64.    | 114    | 23.     | 114     | –       | –       | –           | –           |
| 2013/14 | 129.   | 8      | 48.     | 8       | –       | –       | –           | –           |
| 2014/15 | 103.   | 39     | 35.     | 39      | –       | –       | –           | –           |
| 2015/16 | 52.    | 197    | 26.     | 122     | 43.     | 15      | 12.         | 60          |
| 2017/18 | 72.    | 81     | 23.     | 71      | –       | –       | 31.         | 10          |
| 2018/19 | 113.   | 26     | 37.     | 26      | –       | –       | –           | –           |

### Europacup
- Saison 2008/09: 8. Super-Kombinations-Wertung, 10. Abfahrtswertung
- Saison 2009/10: 3. Gesamtwertung, 4. Abfahrtswertung, 9. Super-G-Wertung
- Saison 2010/11. 5. Abfahrtswertung
- Saison 2012/13: 5. Kombinationswertung
- Saison 2013/14: 3. Abfahrtswertung
- Saison 2015/16: 9. Super-G-Wertung
- 8 Podestplatzierungen, davon 3 Siege:

| Datum             | Ort                  | Land       | Disziplin |
| ----------------- | -------------------- | ---------- | --------- |
| 10. März 2009     | Crans-Montana        | Schweiz    | Abfahrt   |
| 27. Januar 2010   | Les Orres            | Frankreich | Abfahrt   |
| 21. Dezember 2013 | Madonna di Campiglio | Italien    | Abfahrt   |

### Juniorenweltmeisterschaften
- Zauchensee 2007: 30. Riesenslalom, 31. Abfahrt, 32. Super-G
- Formigal 2008: 10. Abfahrt, 21. Slalom, 30. Super-G

### Weitere Erfolge
- 2 Siege in FIS-Rennen